# Bhinga
Bhinga (urdú: بھنگا) fou un antic estat tributari protegit, una de les talukes d'Oudh, i és actualment una vila nagar panchayat capital del districte de Shrawasti a Uttar Pradesh, Índia. Està situada a 27° 43′ N, 81° 56′ E / 27.72°N,81.93°E i la seva població és de 20.400 habitants (cens del 2001; el 1881 eren 4895 habitants i el 1901 eren 5.972 habitants).

## Història
Vers 1483 la regió estava dominada a la part de la comarca Dangdun per un raja bhil anomenat Udat Singh i a la part de la comarca de Bhera per Raja Sangram Sah, raja de Rajhat, una comarca veïna, mentre la part del territori abans del riu Rapti (Cis Rapti) estava governat pel raja d'Ikana. En els següents anys el raja d'Ikana va estendre els seus dominis per l'altra banda del Rapti (Trans Rapti) i en temps de l'emperador Shah Jahan governava 92 pobles a la comarca de Dangdun i alguns més a la comarca de Bhera i es va fundar la ciutat de Bhinga (segle XVI); els pobles d'aquests comarques foren concedides en feu a una branca menor de la família. però la zona estava oberta als atacs dels banjares i el talukdar tenia problemes per mantenir el control i finalment va cedir els seus drets a la família de rages de Gonda amb la que estava emparentat. La ciutat de Bhinga va adquirir certa importància quan va passar a la nissaga de Gonda sent concedida a Bhawani Singh Bisen, germà petit del raja Dutt Singh de Gonda, del clan Bisen, vers el 1720. La va posseir com a talukdari en feu del nawab d'Oudh amb seu al fort de la ciutat, amb amplis dominis a la rodalia; el 1856 va passar a sobirania britànica, efectiva a finals del 1858 formant part del districte de Bahraich; el raja governant fins al 1884, Krishna Dutt Singh, era el sisè governant (en línia directa) des de Bhawani Singh Bisen; a finals del segle XIX i començament del XX el raja de Bhinga, vivia retirat a Benares. El maharaja de Balrampur posseïa també terres a la regió.

## Llista de rages
- Bhawani Singh Bisen vers 1720-?
- Sarv Daman Singh
- Sheo Singh
- Jagat Singh
- Sarbjit Singh
- Krishna Dutt Singh ?-1884 (+24 d'abril de 1884)
- Udai Pratap Singh 1884-?
- Rajendra Bahadur Singh
- Virendra Kant Singh